# Brycon behreae
Brycon behreae és una espècie de peix de la família dels caràcids i de l'ordre dels caraciformes.

## Morfologia
- Els mascles poden assolir 26,5 cm de llargària total i 2.273 g. de pes.[2][3]

## Alimentació
És omnívor: menja fruits, flors, llavors, insectes, anèl·lids, crustacis i peixets.

## Hàbitat
Viu en zones de clima tropical entre 21 °C - 29 °C de temperatura.

## Distribució geogràfica
Es troba a Centreamèrica: vessants pacífic i atlàntic de Panamà i vessant pacífic de Costa Rica.